# Campionati europei di lotta 2018
I Campionati europei di lotta 2018 sono stati la 69ª edizione della manifestazione continentale organizzata dalla FILA. Si sono svolti dal 30 aprile al 6 maggio 2018 a Kaspijsk, in Russia.

## Partecipanti
Hanno partecipato ai campionati europei 35 nazioni. Inizialmente era prevista la partecipazione della Gran Bretagna che ha però deciso di boicottare l'evento per ragioni politiche.
- Armenia
- Austria
- Azerbaigian
- Bielorussia
- Bulgaria
- Danimarca
- Ungheria
- Germania
- Georgia
- Grecia
- Israele
- Spagna
- Italia
- Lettonia
- Lituania
- Macedonia
- Moldavia
- Paesi Bassi
- Norvegia
- Polonia
- Portogallo
- Russia
- Romania
- Serbia
- Slovacchia
- Slovenia
- Turchia
- Ucraina
- Finlandia
- Francia
- Croazia
- Rep. Ceca
- Estonia
- Svizzera
- Svezia

## Medagliere
| Posiz. | Nazione     | Oro | Argento | Bronzo | Totale |
| ------ | ----------- | --- | ------- | ------ | ------ |
| 1      | Russia      | 12  | 7       | 4      | 23     |
| 2      | Turchia     | 5   | 0       | 8      | 13     |
| 3      | Azerbaigian | 4   | 5       | 9      | 18     |
| 4      | Bulgaria    | 2   | 1       | 1      | 4      |
| 5      | Armenia     | 2   | 0       | 1      | 3      |
| 6      | Bielorussia | 1   | 4       | 5      | 10     |
| 7      | Georgia     | 1   | 3       | 8      | 12     |
| 8      | Romania     | 1   | 1       | 3      | 5      |
| 9      | Svezia      | 1   | 0       | 2      | 3      |
| 10     | Finlandia   | 1   | 0       | 1      | 2      |
| 11     | Polonia     | 0   | 2       | 2      | 4      |
| 12     | Francia     | 0   | 2       | 1      | 3      |
| 12     | Serbia      | 0   | 2       | 1      | 3      |
| 14     | Germania    | 0   | 1       | 1      | 2      |
| 15     | Estonia     | 0   | 1       | 0      | 1      |
| 15     | Norvegia    | 0   | 1       | 0      | 1      |
| 17     | Ungheria    | 0   | 0       | 5      | 5      |
| 18     | Italia      | 0   | 0       | 3      | 3      |
| 19     | Ucraina     | 0   | 0       | 2      | 2      |
| 20     | Austria     | 0   | 0       | 1      | 1      |
| 20     | Grecia      | 0   | 0       | 1      | 1      |
| 20     | Moldavia    | 0   | 0       | 1      | 1      |
| Totale | Totale      | 30  | 30      | 60     | 120    |

## Classifica squadre
| Pos. | Lotta libera maschile | Lotta libera maschile | Lotta greco-romana | Lotta greco-romana | Lotta libera femminile | Lotta libera femminile |
| Pos. | Squadra               | Punti                 | Squadra            | Punti              | Squadra                | Punti                  |
| ---- | --------------------- | --------------------- | ------------------ | ------------------ | ---------------------- | ---------------------- |
| 1    | Russia                | 204                   | Russia             | 169                | Russia                 | 173                    |
| 2    | Azerbaigian           | 160                   | Georgia            | 127                | Bielorussia            | 140                    |
| 3    | Turchia               | 125                   | Azerbaigian        | 113                | Turchia                | 117                    |
| 4    | Georgia               | 110                   | Armenia            | 97                 | Azerbaigian            | 102                    |
| 5    | Bielorussia           | 80                    | Ungheria           | 71                 | Bulgaria               | 92                     |
| 6    | Polonia               | 59                    | Turchia            | 65                 | Polonia                | 75                     |
| 7    | Ucraina               | 51                    | Germania           | 57                 | Ucraina                | 63                     |
| 8    | Francia               | 38                    | Serbia             | 56                 | Svezia                 | 58                     |
| 9    | Germania              | 36                    | Bulgaria           | 49                 | Ungheria               | 47                     |
| 10   | Italia                | 36                    | Bielorussia        | 46                 | Romania                | 45                     |

## Podi

### Lotta libera maschile
| Evento        | Oro                    | Argento                | Bronzo                                            |
| fino a 57 kg  | Georgi Edişeraşvili    | Zaur Uguev             | Stevan Micić Uladzislau Andreyeu                  |
| fino a 61 kg  | Gadzhimurad Rashidov   | Beka Lomtadze          | Ivan Guidea Recep Topal                           |
| fino a 65 kg  | Hacı Əliyev            | Il'jas Bekbulatov      | Selahattin Kilicsallayan Vladimer Khinchegashvili |
| fino a 70 kg  | Magomed Kurbanaliev    | Magomiedmurad Gadżyjew | Zurabi Iakobishvili Murtazali Muslimov            |
| fino a 74 kg  | Soner Demirtaş         | Zelimkhan Khadjiev     | Frank Chamizo Andrei Karpach                      |
| fino a 79 kg  | Akhmed Gadzhimagomedov | Martin Obst            | Mihaly Nagy Cəbrayıl Həsənov                      |
| fino a 86 kg  | Artur Naifonov         | Aleksander Gostiyev    | Sandro Aminashvili Shamil Kudiiamagomedov         |
| fino a 92 kg  | Abdulrašid Sadulaev    | Sharif Sharifov        | Serdar Böke Kyrylo Mieshkov                       |
| fino a 97 kg  | Vladislav Baitcaev     | Aliaksandr Hushtyn     | Nurmagomed Gadzhiyev Elizbar Odikadze             |
| fino a 125 kg | Taha Akgül             | Geno Petriashvili      | Robert Baran Jamaladdin Magomedov                 |

### Lotta greco-romana maschile
| Evento        | Oro                   | Argento           | Bronzo                                         |
| fino a 55 kg  | Eldəniz Əzizli        | Helary Mägisalu   | Nugzari Tsurtsamia Ekrem Öztürk                |
| fino a 60 kg  | Sergej Emelin         | Murad Məmmədov    | Jacopo Sandron Dato Chkhartishvili             |
| fino a 63 kg  | Mihai Mihuț           | Stig-André Berge  | Donior Islamov Zaur Kabaloev                   |
| fino a 67 kg  | Artëm Surkov          | Šmagi Bolkvadze   | Karem Aslanyan Enes Basar                      |
| fino a 72 kg  | Adam Kurak            | Rəsul Çunayev     | Bálint Korpási Daniel Cataraga Iuri Lomadze dq |
| fino a 77 kg  | Roman Vlasov          | Viktor Nemeš      | Elvin Mursaliyev Tamás Lőrincz                 |
| fino a 82 kg  | Maksim Manukyan       | Viktar Sasunouski | Daniel Tihomirov Aleksandrov Rafig Huseynov    |
| fino a 87 kg  | Robert' K'obliashvili | Bekkhan Ozdoev    | Zakarias Berg Denis Kudla                      |
| fino a 97 kg  | Art'our Aleksanyan    | Mikheil Kajaia    | Matti Elias Kuosmanen Balázs Kiss              |
| fino a 130 kg | Rıza Kayaalp          | Vitalii Shchur    | Alin Alexuc-Ciurariu Iakob Kajaia              |

### Lotta libera femminile
| Evento       | Oro                   | Argento                      | Bronzo                                           |
| fino a 50 kg | Marija Stadnyk        | Emilia Alina Vuc             | Evin Demirhan Milana Dadasheva                   |
| fino a 53 kg | Stalvira Orshush      | Vanesa Kaladzinskaya         | Maria Prevolaraki Katarzyna Krawczyk             |
| fino a 55 kg | Iryna Kurachkina      | Roksana Marta Zasina         | Bediha Gün Mariia Gurova                         |
| fino a 57 kg | Biljana Dudova        | Irina Ologonova              | Emese Barka Alyona Kolesnik                      |
| fino a 59 kg | Elif Jale Yeşilırmak  | Mimi Christova               | Svetlana Lipatova Tetiana Omelchenko             |
| fino a 62 kg | Tajbe Jusein          | Inna Trazhukova              | Ilona Prokopevniuk Veranika Ivanova              |
| fino a 65 kg | Petra Olli            | Elis Manolova                | Krystsina Fedarashka Henna Johansson             |
| fino a 68 kg | Anastasija Bratčikova | Koumba Selene Fanta Larroque | Buse Tosun Martina Kuenz                         |
| fino a 72 kg | Jenny Fransson        | Anastasiya Zimiankova        | Cynthia Vanessa Vescan Alexandra Nicoleta Anghel |
| fino a 76 kg | Yasemin Adar          | Ekaterina Bukina             | Vasilisa Marzaliuk Sabira Aliyeva                |